# Miquel Espinós
Miquel Espinós Curto –también escrito en su forma castellana, Miguel Espinós Curto– (Tivenys, 12 de enero de 1947-Tivenys, 16 de marzo de 2006) fue un deportista español que compitió en ciclismo en la modalidad de pista, especialista en las pruebas de persecución y medio fondo.
Ganó dos medallas en el Campeonato Mundial de Ciclismo en Pista, plata en 1975 y bronce en 1974.
Participó en los Juegos Olímpicos de Múnich 1972, ocupando el 17.º lugar en la prueba de persecución individual.
Se retiró en 1976 y le fue concedida la medalla al Mérito Deportivo.

## Medallero internacional
| Campeonato Mundial | Campeonato Mundial | Campeonato Mundial | Campeonato Mundial |
| Año                | Lugar              | Medalla            | Competición        |
| ------------------ | ------------------ | ------------------ | ------------------ |
| 1974               | Montreal (Canadá)  | Medalla de bronce  | Medio fondo (A)    |
| 1975               | Rocourt (Bélgica)  | Medalla de plata   | Medio fondo (A)    |

## Palmarés
- 1972

 Campeón de España de persecución
- 1973

 Campeón de España de persecución
- 1974

  Medalla de bronce en los Campeonato del mundo en Medio fondo tras moto amateur
 Campeón de España de persecución
 Campeón de España Madison
 Campeón de España Tras moto
- 1975

 Medalla de Plata en los Campeonato del mundo en Medio fondo tras moto amateur
 Medalla de Plata en los Juegos Mediterráneos de Argel en persecución por equipos.
 Campeón de España de persecución
 Campeón de España Tras moto
- 1976

 Campeón de España Madison